# Vaya (album)
Albums de At the Drive-In
In/Casino/Out
(1998) At the Drive-In / Sunshine
(2000)
Vaya est le quatrième EP du groupe américain de post-hardcore At the Drive-In, publié le 27 juillet 1999 par Fearless Records.

## Liste des chansons
Toute la musique est composée par At the Drive-In.
| 1.    | Rascuache           | 3:21 |
| 2.    | Proxima Centauri    | 2:46 |
| 3.    | Ursa Minor          | 3:22 |
| 4.    | Heliotrope          | 3:12 |
| 5.    | Metronome Arthritis | 4:00 |
| 6.    | 300 MHz             | 3:03 |
| 7.    | 198d                | 4:04 |
| 23:50 |                     |      |